# Prothorax

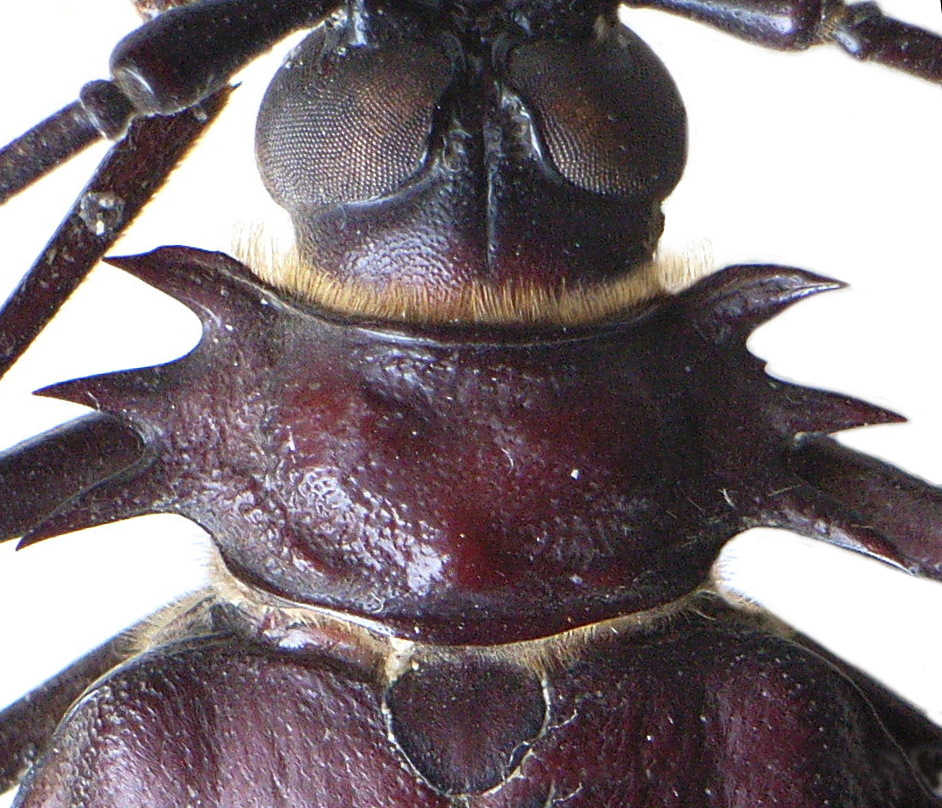
Prothorax av en art i släktet Derobrachus.

Prothorax är det främsta av de tre segmenten som utgör insekternas mellankropp. Det främsta benparet hör till detta segment. Hos några få insektsgrupper, till exempel familjen praktfjärilar är de ben som hör till prothorax starkt tillbakabildade. Ingen insektsart har vingar på prothorax. 
Ryggplåten som hör till detta segment benämns pronotum. Om pronotum är särskilt stor eller kraftig kallas den halssköld. Bukplåten kallas prosternum och sidoplåtarna propleuron.
Hos trollsländor är prothorax jämfört med hos många andra insektsordningar relativt fritt rörlig gentemot de två andra mellankroppssegmenten och kallas för halsring.